# Unidade imaginária

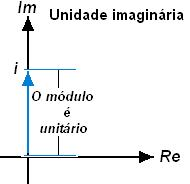
Unidade imaginária representada como vetor bidimensional no Plano de Argand-Gauss. Seu inverso aditivo (que também é seu inverso multiplicativo) também tem módulo unitário e aponta para baixo

Em matemática, a unidade imaginária, representada por {\displaystyle i} ou {\displaystyle j,} é uma solução para situações que exigem raízes quadradas de números negativos. Aparece em equações derivadas de {\displaystyle z=x+iy,} em que {\displaystyle z} é um número complexo, {\displaystyle x} e {\displaystyle y} são números reais e {\displaystyle i} é a unidade imaginária. Sua propriedade fundamental é que {\displaystyle i^{2}=-1.} Este número, de módulo unitário, permite ao corpo {\displaystyle \mathbb {R} } dos números reais ser estendido ao corpo {\displaystyle \mathbb {C} } dos números complexos.

## Contexto histórico
A motivação histórico-prática inicial para essa extensão pode ligar-se ao fato de que nem toda equação polinomial f(x) = 0 definida no corpo {\displaystyle \mathbb {R} } dos números reais (logo, com todos os coeficientes reais) tem necessariamente solução interna, real, dentro do corpo dos números reais. Isso decorre de não ser a propriedade do fechamento necessariamente válida para a lei de composição (operação) radiciação se o radicando é um número real negativo. Inicialmente pensou-se que o "surgimento" de quantidades imaginárias era suscitado apenas pela incidência dum índice par de radical sobre um radicando real negativo. Mais tarde, porém, com o desenvolvimento vigoroso dum estudo minucioso sobre os números complexos, a construção de uma teoria vasta de variáveis complexas, a expansão dos conjuntos superdimensionais, ficou claro que os números complexos (e os números imaginários, portanto) são presentes em todas as operações de radiciação real {\displaystyle {\sqrt[{n}]{x}}} em que n > 2.
Em particular, a equação x² + 1 = 0 não tem solução real. No entanto, se se permitirem números "especiais, não-reais" como solução, então esta equação, e logo toda equação polinomial f(x) = 0 definida no corpo {\displaystyle \mathbb {R} } dos números reais mostra ter pelo menos uma solução "especial". Ao se referir "especial, não-real" aqui, pretende-se apenas seguir a presumível linha de pensamento dos matemáticos que lidaram com tais aparentes dilemas pela primeira vez. Em linguagem matemática adequada dir-se-ía que toda equação polinomial definida no corpo {\displaystyle \mathbb {R} } dos números reais tem pelo menos uma raiz (ou solução) complexa. (Ver Teorema fundamental da álgebra.)
É bastante curioso o fato de que a primeira vez, historicamente, que i foi considerado um número propriamente (e não uma consequência indesejada, talvez errada, dos cálculos) não foi na resolução de uma equação do segundo grau, mas, sim, na resolução de equações incompletas do terceiro grau do tipo x³ = 15 x + 4 pelo matemático italiano Rafael Bombelli.

## Definição formal
Por definição, a unidade imaginária i é uma solução da equação polinomial (quadrática) seguinte:
{\displaystyle x^{2}+1=0}
Da qual decorre:
{\displaystyle x^{2}=-1}
Ou, já a exibir a feição do problema-solução:
{\displaystyle x={\sqrt {-1}}}
que, por definição, é a unidade imaginária i.
Então, formal e recursivamente, unidade imaginária é o número expresso por:
{\displaystyle i={\sqrt {-1}}}
A denominação "imaginário" pode ser entendida como a ser um recurso imaginativo da mente humana: já que não há número real cujo quadrado seja negativo — e isso é consistente — imagina-se (donde o nome...) que haja um número especial, dotado de propriedade tal que satisfaça tal exigência. Isso, em linguagem simples (porém de forma alguma desprovida de verdade perfeita matemática) é no que consiste a transcendência. Isso significa, portanto, a gênese duma nova classe de números: os números imaginários.
As operações com números reais podem ser estendidas aos números imaginários e complexos ao se tratar i como uma quantidade incógnita na manipulação duma expressão que a contenha, e, então, usar a definição para substituir as ocorrências de i² por −1. De fato, verifica-se (no desenvolvimento da Teoria do Corpo {\displaystyle \mathbb {C} } dos Números Complexos), que essa manipulação — legítima dentro do corpo {\displaystyle \mathbb {R} } dos Números Reais — permanece válida no conjunto superior, conquanto outras propriedades apenas suas (dos números complexos) venham a surgir.

### Existênciareal
Nomenclaturas podem causar embaraços semiológicos. Com efeito, o nome "imaginário" ao ser confrontado com o nome "real" pode levar, numa apreciação ligeira, superficial, à conclusão de que "tais números (os imaginários) não são dotados de "existência real", como o são os números reais — na lida comum, utilizados para as operações rotineiras de contagem e de medição de "coisas também reais".
Isso, contudo, é um engano do senso comum, uma compreensão não-científica da questão. Pois, efetivamente, os números imaginários — na compreensão mais ampla do que seja "real" — apresentam existência tão real quanto à daqueles (os números reais). Qual será, pois, a causa primária da confusão? Reside ela na escolha que historicamente foi feita para o conjunto dos "números reais": sob o aspecto amplo, científico, embora seja um nome como qualquer outro, não foi, de fato, uma escolha adequada, pelo fato simples de, por regra de exclusão semiológica, induzir o pensamento do analista à enganosa univocidade de serem eles, os números reais, os únicos efetivamente reais, com exclusão da realidade doutras classes de entidades matemáticas não tão intuitivas, sejam quais forem.
Assim, seja esclarecido que a unidade imaginária i e, por extensão, os números imaginários são entes matemáticos perfeitamente definidos e "reais", a despeito da nomenclatura não imediatamente adequada nem intuitiva.

### Dimensionalidade
Em complemento à exposição acima, surge a questão da dimensionalidade. Posto que os números reais são associáveis a uma reta, por correspondência biunívoca exaustiva e perfeita, na conformidade do rigor exibido pelos cortes de Dedekind e pelas sucessões de Cauchy, configuram-se eles, sob o prisma da dimensionalidade, como conjunto unidimensional. Com efeito, eles são identificáveis ao espaço vetorial {\displaystyle \mathbb {R} ^{1}.} Semelhantemente, os números imaginários podem ser concebidos como um espaço vetorial ortogonal àquele constituído pelos números reais. Disso decorre a construção dum espaço vetorial identificável com {\displaystyle \mathbb {R} ^{2},} bidimensional. Pode-se mostrar que o corpo {\displaystyle \mathbb {C} } dos números complexos atende às suas propriedades, de modo que ele próprio constitui-se como a transcendência para a bidimensionalidade. De modo sucessivo, criam-se os demais espaços vetoriais {\displaystyle \mathbb {R} ^{n}} ("n" sendo número natural).

## O par imaginário "i" e "−i"
A identidade de definição para a unidade imaginária i, acima apresentada, implica uma equação que tem, na verdade, duas soluções — duas soluções distintas que são inversos aditivos entre si: i e −i. Com efeito, uma vez que uma solução i da equação tenha sido encontrada, −i ≠ i também é, necessariamente, uma solução igualmente válida. Num exame superficial, isso parece sugerir ambiguidade na definição.
Realmente, posto que:
{\displaystyle i^{2}=-1}
Pelo fato de serem verdadeiras ambas as sentenças matemáticas a seguir:
{\displaystyle (-i)^{2}=(-i).(-i)=-1(Sent.I)}
{\displaystyle (+i)^{2}=(+i).(+i)=-1(Sent.II)}
Ter-se-á, como conjunto-verdade da equação polinomial x² + 1 = 0, um conjunto binário assim constituído:
{\displaystyle V=\{-i,+i\}}
É um caso sutil. A ambiguidade, todavia, é apenas aparente e resulta duma compreensão incompleta das estruturas algébricas subjacentes. Duma forma mais simples — sem se recorrer a conceitos mais avançados, pode-se fazer desaparecer a aparente ambiguidade pela simples consideração impositiva de definição, a priori, de "ser a unidade imaginária, i, igual à raiz quadrada positiva da unidade real negativa, −1.
Entretanto, ao se recorrer às estruturas algébricas subjacentes, pode-se reconhecer que a explicação mais rigorosa é dizer que, apesar de o campo complexo definido por R[X]/(X² + 1) (ver número complexo) ser único até o isomorfismo, ele não é único até um isomorfismo único. De fato, existem exatamente dois automorfismos de campo de R[X]/(X² + 1), a identidade e o automorfismo, ambos, enviando X a −X. (Note-se que estes não são, exaustivamente, os únicos automorfismos de campo de C; são os únicos automorfismos de campo de C que mantêm cada número real fixo.) (Ver Número complexo, Conjugação complexa, Automorfismo de campo, Estrutura algébrica e Grupo de Galois).
Problema similar ocorre se os números complexos são interpretados como matrizes reais de ordem 2, porque então ambas
{\displaystyle {\begin{pmatrix}0&-1\\1&\;\;0\end{pmatrix}}{\mbox{ e }}{\begin{pmatrix}0&1\\-1&\;\;0\end{pmatrix}}}
são soluções da equação x² = −1. Neste caso, a ambiguidade resulta da escolha geométrica de qual "direção" em torno do círculo unitário é "positiva". Uma explicação mais rigorosa é reconhecer que o automorfismo de grupo do grupo ortogonal especial SO(2, R) tem exatamente dois elementos — a identidade e o automorfismo que trocam rotações no sentido horário ("CW") e no sentido anti-horário ("CCW").
Uma interpretação muito elegante desses resultados — inteiramente consistente e convincente no rigor matemático — pode ser provida com o recurso geométrico da representação de ambos os números imaginários, i e o seu inverso aditivo −i no Plano de Argand-Gauss. Isso é exibido no tópico "Operador imaginário" logo abaixo. Pode-se, então constatar que a unidade imaginária i, ao ser aplicada multiplicativamente sobre si mesma (elevação ao quadrado), produz um giro anti-horário de um ângulo reto, e, portanto, conduz ao resultado −1. Por seu turno, a unidade imaginária inversa aditiva −i, ao ser aplicada multiplicativamente sobre si mesma (elevação ao quadrado), produz um giro horário de um ângulo reto, e, logo, conduz ao resultado exatamente igual, −1. Donde se conclui que ambos os números imaginários unitários, i e −i, são legitimamente soluções da equação polinomial x² + 1 = 0.

## Cálculos algébricos com "i"
A unidade imaginária é, às vezes, escrita {\displaystyle {\sqrt {-1}}} em contextos de Matemática avançada, mas deve-se tomar cuidado ao manipular fórmulas envolvendo radicais. A notação é reservada tanto para a função raiz quadrada principal, que é definida somente para o real x ≥ 0, como para ramo principal da função raiz quadrada complexa. Tentar aplicar as regras de cálculo da função raiz quadrada (real) principal para manipular o ramo principal da função raiz quadrada complexa resultará em resultados falsos:
{\displaystyle -1=\imath \cdot \imath ={\sqrt {-1}}\cdot {\sqrt {-1}}={\sqrt {-1\cdot -1}}={\sqrt {1}}=1}
A regra de cálculo
{\displaystyle {\sqrt {a\cdot b}}={\sqrt {a}}\cdot {\sqrt {b}}}
é valida somente para números reais não-negativos a e b.

### Elementos inversos
O conceito de elemento inverso, relativamente a uma dada lei de composição aplica-se sem restrição à unidade imaginária i. Basta observar a ideia que lhe é subjacente: o elemento inverso de um operando, num sistema, ao lhe ser aplicado, resulta o elemento neutro naquele mesmo sistema. É importante verificar, em cada sistema, se há bilateralidade ou unilateralidade de inversos.

#### Identidade de inversos
A unidade imaginária i apresenta, entre outras propriedades notáveis, a seguinte:
- São idênticos entre si os elementos inverso aditivo e inverso multiplicativo:
  1. O inverso aditivo de i é −i, pois i + (−i) = (−i) + i = 0, a comprovar que há apenas um elemento inverso aditivo bilateral. Assim, pois, i e −i são inversos aditivos entre si, um do outro.
  2. O inverso multiplicativo de i é, também, −i, pois i . (−i) = (−i) . i = 1, a comprovar que há apenas um elemento inverso multiplicativo bilateral. Assim, pois, i e −i são inversos multiplicativos entre si, um do outro.

Logo, para a unidade imaginária i, além da bilateralidade de inversos para ambos os sistemas {Im, +} e {Im, x}, há ainda a coincidência de inversos, o aditivo e o multiplicativo: eles são idênticos entre si! Fique claro e que essa identidade de inversos, no domínio do Corpo {\displaystyle \mathbb {C} } dos Números Complexos), vale apenas para a unidade imaginária e não para outros números imaginários ou complexos quaisquer.

#### Inverso aditivo de "i"
O inverso aditivo de i é o número z tal que se verifique a identidade:
{\displaystyle z+i=i+z=0}
A solução é imediatamente encontrada:
{\displaystyle z=-i}
que é o elemento inverso aditivo procurado para a unidade imaginária i.

#### Inverso multiplicativo de "i"
O inverso multiplicativo de i é o número z tal que se verifique a identidade:
{\displaystyle z.i=i.z=1.}
O inverso multiplicativo de i (às vezes dito "recíproco") determina-se facilmente como segue:
{\displaystyle {\frac {1}{i}}\;=\;{\frac {1}{i}}\cdot {\frac {i}{i}}\;=\;{\frac {i}{i^{2}}}\;=\;{\frac {i}{-1}}\;=\;-i.}
Como o corpo {\displaystyle \mathbb {C} } dos números complexos admite tanto o elemento neutro aditivo como o elemento neutro multiplicativo — complexos — devem eles ser escritos na forma a + b.i. O elemento neutro aditivo complexo escreve-se 0 + 0.i e é chamado de zero complexo, a despeito de ser identicamente igual ao zero real. Semelhantemente, o elemento neutro multiplicativo complexo escreve-se 1 + 0.i e é chamado de unidade complexa, a despeito de ser identicamente igual à unidade real.
Isso posto, tem-se que efetivamente o inverso multiplicativo de i, calculado como −i satisfaz plenamente o corpo {\displaystyle \mathbb {C} ,} pois de fato se tem:
{\displaystyle \imath .(-i)=-(i)^{2}=-(-1)=1=1+0.i=1}
{\displaystyle (-\imath ).i=-(i)^{2}=-(-1)=1=1+0.i=1}
Efetivamente 1 + 0.i ou 1 é o elemento neutro multiplicativo no corpo {\displaystyle \mathbb {C} } dos números complexos.
Esses resultados mostram que o inverso multiplicativo de i é bilateral e único.

### Elementos neutros
O conceito de elemento neutro imaginário aplica-se igualmente, também sem restrições conceituais, ao domínio dos sistemas em que intervenha a unidade imaginária i. Ele resulta da operação dum operando imaginário com o seu inverso, para uma dada operação, num dado sistema {Im, *}. Contudo, nesse caso, os elementos neutros aditivo e multiplicativo são distintos entre si:
1) Elemento neutro aditivo imaginário: é o zero imaginário, identicamente equivalente ao zero complexo e ambos idênticos ao zero real:
{\displaystyle \imath +(-i)=-(i)+i=0+0.i=0.} Neste caso, zero é elemento neutro aditivo para todo e qualquer número imaginário e, por extensão, para todo e qualquer número complexo;
É interessante, nesse ponto, apresentar uma ideia de aproximação infinitesimal, para caracterizar o zero imaginário:
{\displaystyle \lim _{y\to 0}y.i=0+\varepsilon .i=0+0.i=0}
onde :{\displaystyle \varepsilon >0} é um elemento de infinitésimo positivo real, tão pequeno quanto se queira.
Isso é mais cômodo de apreciar na forma geométrica, sobre o Plano de Argand-Gauss. Ali é imediato observar que tal limite existe, é único e ortogonal ao correspondente limite que conduz ao zero real.
2) Elemento neutro multiplicativo imaginário: não é o um imaginário, que é precisamente a unidade imaginária. É o um real, identicamente equivalente ao um complexo:
{\displaystyle \imath .{\frac {1}{i}}\ ={\frac {1}{i}}.i=1+0.i=1.} Neste caso, um é elemento neutro multiplicativo para todo e qualquer número imaginário e, por extensão, para todo e qualquer número complexo.
- Atenção!: aqui é preciso cuidado. Não se deve confundir elemento neutro multiplicativo imaginário (o número um) com a unidade imaginária i (objeto deste artigo).

### Potências inteiras de "i"
As potências de inteiras i repetem-se em ciclo, de quatro em quatro:
{\displaystyle \imath ^{1}=\imath }
{\displaystyle \imath ^{2}=-1}
{\displaystyle \imath ^{3}=-\imath }
{\displaystyle \imath ^{4}=1}
{\displaystyle \imath ^{5}=\imath }
{\displaystyle \imath ^{6}=-1}
Isso pode ser expresso com o seguinte padrão, onde "n" é um número inteiro:
{\displaystyle \imath ^{4n}=1}
{\displaystyle \imath ^{4n+1}=\imath }
{\displaystyle \imath ^{4n+2}=-1}
{\displaystyle \imath ^{4n+3}=-\imath }
Uma generalização elegante faz uso do conceito da operação módulo:
{\displaystyle i^{n}=i^{n{\bmod {4}}}}
onde mod 4 representa módulo aritmético 4.

### Raiz quadrada de "i"
A operação radiciação de índice dois (a "raiz quadrada") aplicada à unidade imaginária resulta um par de números complexos:
{\displaystyle \pm {\sqrt {i}}=\pm {\frac {\sqrt {2}}{2}}\pm i.{\frac {\sqrt {2}}{2}}}
{\displaystyle {\sqrt {i}}={\frac {\sqrt {2}}{2}}+i.{\frac {\sqrt {2}}{2}}}
{\displaystyle -{\sqrt {i}}=-{\frac {\sqrt {2}}{2}}-i.{\frac {\sqrt {2}}{2}}}
A operação inversa (elevar qualquer das raízes ao quadrado) permite retornar à unidade imaginária, o que confirma os resultados. O recurso às formas exponencial neperiana, polar e trigonométrica para números complexos permite resolver essas questões mais comodamente.

## ie a Fórmula de Euler
Tomando-se a Fórmula de Euler {\displaystyle e^{\imath x}=\cos {\mbox{ }}x+\imath {\mbox{ }}\mathrm {sen} \,{\mbox{ }}x,} e substituindo-se {\displaystyle \pi /2} por {\displaystyle x,} chega-se a
{\displaystyle e^{\imath \pi /2}=\imath }
Se os dois lados forem elevados à potência {\displaystyle \imath ,} lembrando que {\displaystyle \imath ^{2}=-1,} obtém-se a identidade:
{\displaystyle \imath ^{\imath }=e^{-\pi /2}=0,2078795763\dots }
De fato, é fácil determinar que {\displaystyle i^{i}} tem um número infinito de soluções na forma de
{\displaystyle \imath ^{\imath }=e^{-\pi /2+2\pi N}}
onde N é qualquer inteiro. Esse valor real, contudo, não é univocamente determinado. Essa é a razão pela qual um logaritmo complexo é multivalorado ou plurívoco.
Da identidade acima:
{\displaystyle e^{\imath \pi /2}=\imath }
chega-se de maneira elegante ao resultado:
{\displaystyle e^{\imath \pi }+1=0}
Esta é a conhecida Identidade de Euler. A elegância da identidade reside no fato de relacionar entre si, numa simples e única expressão, cinco dos números mais notáveis da Matemática: e, i, π, 1 e 0.

## Operador imaginário

Um número complexo representado como um par ordenado de números reais compondo um vetor bidimensional no Plano de Argand-Gauss

A unidade imaginária i (ou, algumas vezes, como explicado, j) pode ser interpretada como sendo um operador matemático de giro (ou rotação). Para fixar ideias, considere-se o produto complexo seguinte:
{\displaystyle \imath .(a+b.i)=(a+b.i).i=-b+a.i}
já que a multiplicação é abeliana (ou comutativa) no corpo {\displaystyle \mathbb {C} } dos números complexos.
Realizada a operação, pode-se comprovar, quer por meios algébricos, quer por meios geométricos, que o produto (ou resultado) girou o equivalente a um ângulo reto (π/2 rad, 90 graus, 100 grados), no sentido anti-horário. Isso permite considerar a unidade imaginária i um "operador de giro anti-horário". Simples desenvolvimento mostra que, semelhantemente, −i é um "operador geométrico de giro horário".
Essa interpretação é de amplo interesse nas análises fasorial e vetorial em geral. No que toca à análise fasorial, é de imensa utilidade nas engenharias Elétrica e Eletrônica.
Adicionalmente, essa interpretação geométrica permite comprovar — como já foi anunciado acima — que tanto a unidade imaginária (i)  como o seu inverso aditivo/multiplicativo (−i) são soluções legítimas, ambas, da equação polinomial x² + 1 = 0, utilizada na definição primária de unidade imaginária.

## Notações alternativas
- Em análise de circuitos elétricos, nas engenharias elétrica, eletrônica e áreas conexas, a unidade imaginária é escrita frequentemente "j" para não confundir com a notação de corrente elétrica variável, função no domínio do tempo, tradicionalmente escrita i(t) ou i.
- A Linguagem de Programação Python também usa j para denotar a unidade imaginária, enquanto em Matlab, ambas as notações, i e j são associadas à unidade imaginária.
- Alguns textos sobre ondas viajantes costumam definir j = −i (por exemplo, uma onda viajante direita plana na direção x exprime-se: {\displaystyle e^{i(kx-\omega t)}=e^{j(\omega t-kx)}}).
- Alguns textos usam a letra grega iota ( ι ) para escrever a unidade imaginária, no afã de evitar confusão. Por exemplo: Biquatérnios.